# Gamsbart

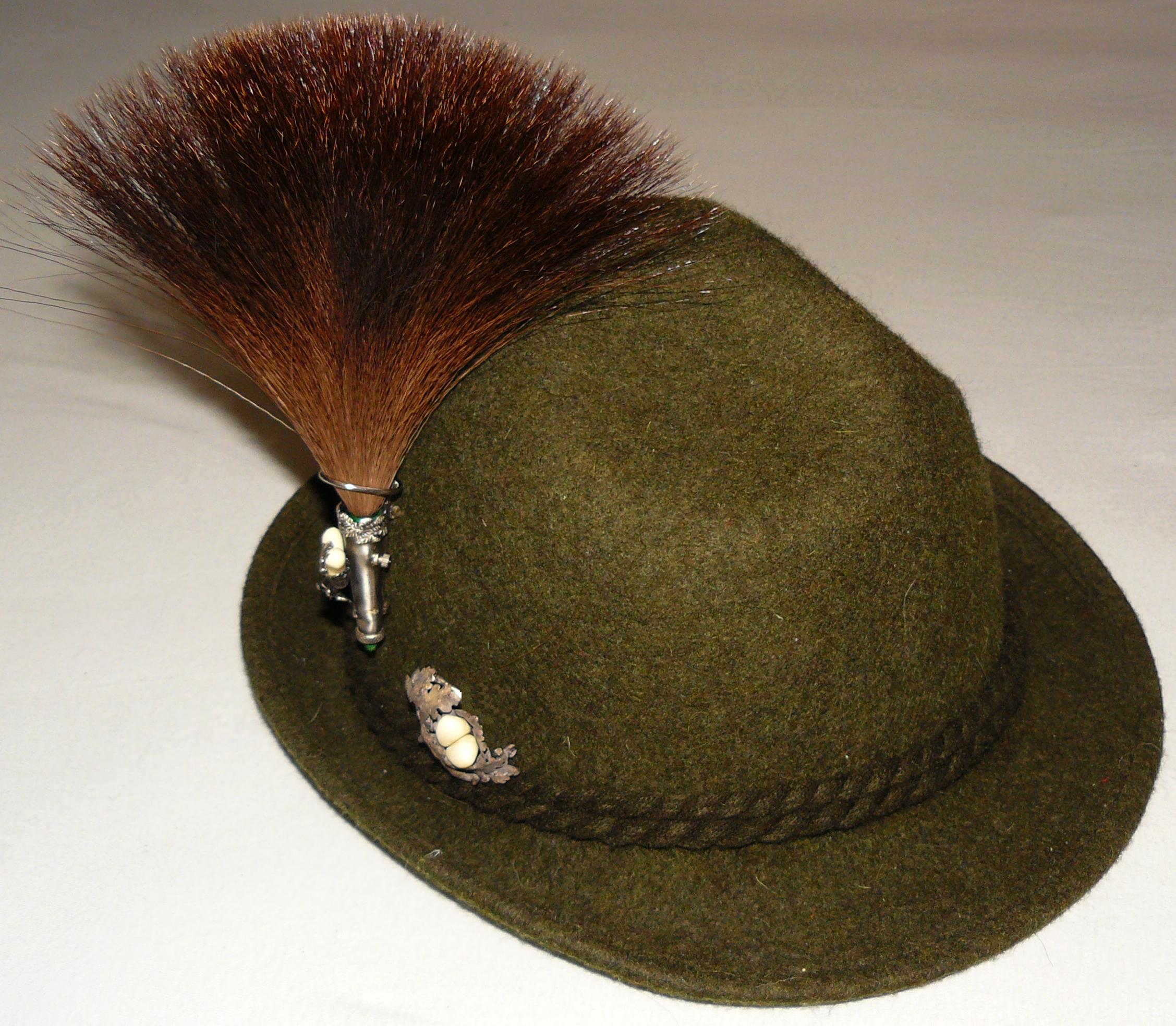
Trachtenhut mit Gamsbart

Der Gamsbart ist ein zur Tracht gehörender, in Teilen Österreichs und Altbayerns gebräuchlicher Hutschmuck bei Männern aus Gams-Haaren. Gamsbärte und ähnlicher Hutschmuck aus anderen Tierhaaren werden zusammengefasst als Wildbart oder Wildhaarbart bezeichnet.

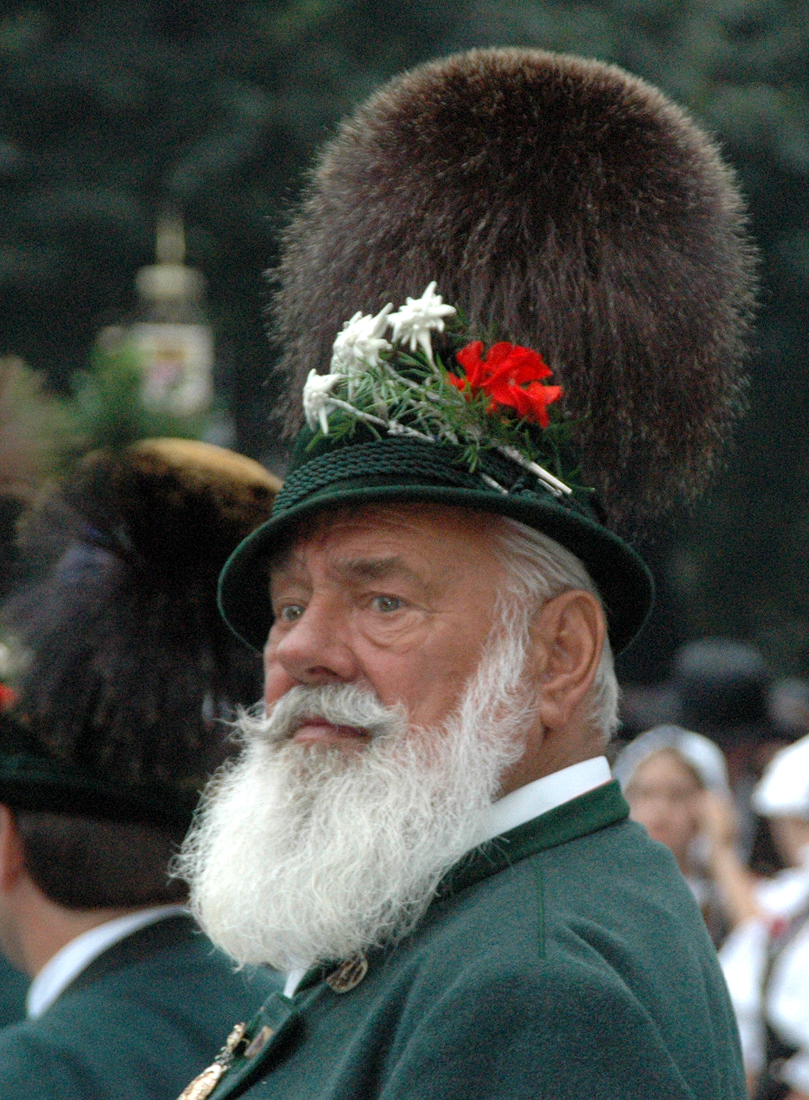
Gamsbartträger beim Einzug der Wiesnwirte 2008

## Verwendete Haare
Der Gamsbart wird aus den Rückenhaaren („Aalstreif“) erwachsener Gamsböcke büschelförmig oder auch fächerartig gebunden. Wegen der Fellbeschaffenheit stammen die Haare überwiegend von Tieren, die zum Winter hin erlegt werden. Die hellen Spitzen, der sogenannte „Reif“, sind bei echtem Gamshaar nur wenige Millimeter lang. Gamsbärte, insbesondere große Exemplare, sind recht teuer. Günstiger, aber trotzdem weniger verbreitet ist ein Hirschbart, bei dem der „Reif“ bis zu 2 cm lang sein kann. In manchen Regionen werden auch Wildhaarbärte aus Dachs-, Tahr- oder Wildsauhaaren gewonnen.

## Herstellung

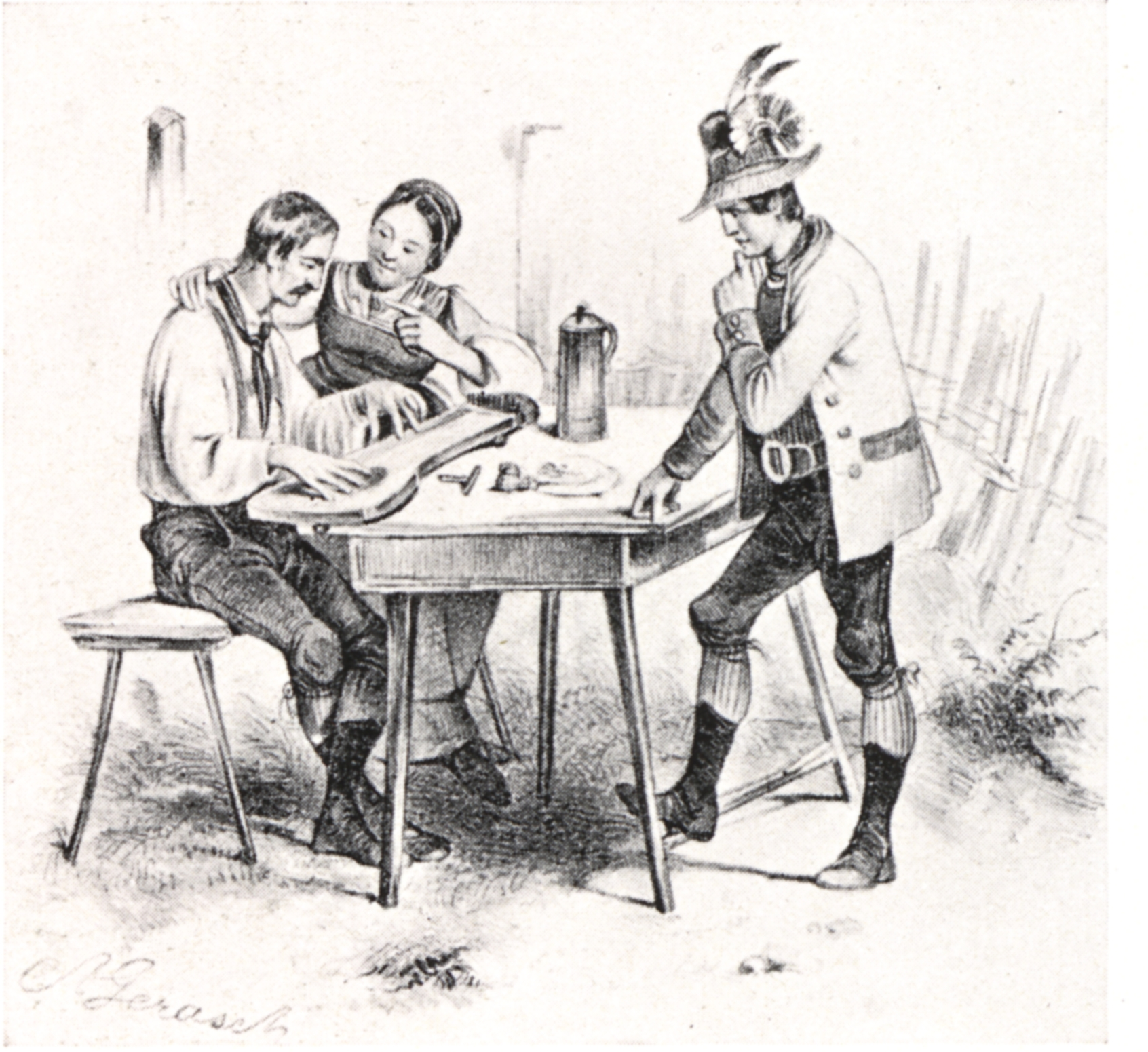
Fächerartig gesteckter Gamsbart aus dem Ennstal, um 1850 (Lithographie von Franz Gerasch)

Das Wildhaarbartbinden gilt als hohe Kunst. Für die Vielzahl von Arbeitsgängen vom Ausrasieren der Haare über das Waschen und Rupfen bis hin zum Binden werden mehrere Stunden benötigt. Neben professionellen Gamsbartbindern betreiben auch einige Jäger das Binden. Je nach Fähigkeiten und Fertigkeiten des Binders werden für einen Bart Haare von ein bis zu zehn Gämsen verarbeitet.
Unter den Wildhaarbartbindern werden jährlich Vergleichswettbewerbe ausgetragen, wie z. B. bei der Gamsbart-Olympiade im oberbayerischen Mittenwald.